# جورج روس (لاعب كرة قاعدة)
جورج روس (بالإنجليزية: George Ross)‏ هو لاعب كرة قاعدة أمريكي، ولد في 27 يونيو 1892 في سان رافاييل في الولايات المتحدة، وتوفي في 22 أبريل 1935 في أميتيفيل في الولايات المتحدة.

## وصلات خارجية
- جورج روس على موقعبيزبول رفرنس.كوم (الدوري الرئيسي) (الإنجليزية)
- جورج روس على موقعبيزبول رفرنس.كوم (الدوري الثانوي) (الإنجليزية)